# Orphnaecus
Genre
Orphnaecus est un genre d'araignées mygalomorphes de la famille des Theraphosidae.

## Distribution
Les espèces de ce genre sont endémiques des Philippines.

## Liste des espèces
Selon World Spider Catalog (version 26, 18/06/2025) :
- Orphnaecus adamsoni Salamanes, Santos, Austria & Villancio, 2022
- Orphnaecus kwebaburdeos (Barrion-Dupo, Barrion & Rasalan, 2015)
- Orphnaecus libmanan Acuña & Guevarra, 2025
- Orphnaecus mimbilisanensis Sumogat, Acuña & Nuñeza, 2025
- Orphnaecus pellitus Simon, 1892
- Orphnaecus tangcongvaca Acuña & Guevarra, 2025

## Systématique et taxinomie
Ce genre a été décrit par Simon en 1892 dans les Aviculariidae.
Chilocosmia et Selenobrachys, placés en synonymie par West, Nunn et Hogg en 2012, ont été relevés de synonymie par Acuña et al. en 2025.

## Publication originale
- Simon, 1892 : « Arachnides. Études cavernicoles de l'île Luzon. Voyage de M. E. Simon aux îles Philippines (mars et avril 1890). 4e Mémoire. » Annales de la Société Entomologique de France, vol. 61, p. 35-52 (texte intégral).